# Холл, Майкл (биолог)
Майкл Холл (англ. Michael Nip Hall; род. 12 июня 1953, Пуэрто-Рико) — американско-швейцарский биохимик и молекулярный биолог.
Член Национальной академии наук США (2014) и Швейцарской АМН (2013).
Более 30 лет сотрудник Biozentrum University of Basel.
Открыл мишень рапамицина у млекопитающих (в начале 1990-х). Лауреат престижнейших премий, в частности Ласкеровской 2017 года.
Степень доктора философии получил в Гарварде. Являлся постдоком в парижском Институте Пастера и Калифорнийском университете в Сан-Франциско.
C 1987 года преподаватель Biozentrum University of Basel, первоначально ассистент-профессор, с 1992 года — полный профессор биохимии. Член EMBO (1995) и Американской ассоциации содействия развитию науки (2009).

## Награды и отличия
- 2003 — Cloëtta Prize[англ.]
- 2009 — Louis-Jeantet Prize for Medicine[англ.]
- 2012 — Marcel Benoist Prize[англ.]
- 2014 — Премия за прорыв в области медицины[2]
- 2014 — Медаль Ханса Кребса[англ.]
- 2015 — Международная премия Гайрднера[3]
- 2016 — Thomson Reuters Citation Laureate (по физиологии и медицине)
- 2016 — Debrecen Award for Molecular Medicine[англ.]
- 2016 — Почётный доктор Женевского университета
- 2017 — Премия Сент-Дьёрди за прогресс в исследовании рака[англ.]
- 2017 — Премия Альберта Ласкера за фундаментальные медицинские исследования[4][5]
- 2019 — Charles Rodolphe Brupbacher Preis für Krebsforschung[нем.]
- 2019 — Howard Taylor Ricketts Award[нем.]
- 2019 — HFSP Nakasone Award[нем.]
- 2019 — BBVA Foundation Frontiers of Knowledge Award
- 2020 — Sjöberg Prize[англ.]